# Vetlanda
Vetlanda este un oraș în Suedia.

## Demografie
| \| Evoluția demografică a zonei urbane Vetlanda, 1970–2015 \| Evoluția demografică a zonei urbane Vetlanda, 1970–2015 \| Evoluția demografică a zonei urbane Vetlanda, 1970–2015 \| Evoluția demografică a zonei urbane Vetlanda, 1970–2015 \| Evoluția demografică a zonei urbane Vetlanda, 1970–2015 \| \| --------------------------------------------------------------------------------------- \| ------------------------------------------------------- \| ------------------------------------------------------- \| ------------------------------------------------------- \| ------------------------------------------------------- \| \| An \| \| \| Locuitori \| \| \| 1970 \| 1970 \| \| 12.024 \| 12.024 \| \| 1975 \| 1975 \| \| 12.358 \| 12.358 \| \| 1980 \| 1980 \| \| 12.416 \| 12.416 \| \| 1990 \| 1990 \| \| 12.619 \| 12.619 \| \| 1995 \| 1995 \| \| 12.949 \| 12.949 \| \| 2000 \| 2000 \| \| 12.559 \| 12.559 \| \| 2005 \| 2005 \| \| 12.695 \| 12.695 \| \| 2010 \| 2010 \| \| 13.050 \| 13.050 \| \| 2015 \| 2015 \| \| 13.430 \| 13.430 \| \| Sursa: SCB - Statistika Centralbyrån, Folkmängden per tätort. Vart femte år 1960 - 2016 \| \| \| \| \| |      |  |           |        |
| Evoluția demografică a zonei urbane Vetlanda, 1970–2015 |      |  |           |        |
| An |      |  | Locuitori |        |
| 1970 | 1970 |  | 12.024    | 12.024 |
| 1975 | 1975 |  | 12.358    | 12.358 |
| 1980 | 1980 |  | 12.416    | 12.416 |
| 1990 | 1990 |  | 12.619    | 12.619 |
| 1995 | 1995 |  | 12.949    | 12.949 |
| 2000 | 2000 |  | 12.559    | 12.559 |
| 2005 | 2005 |  | 12.695    | 12.695 |
| 2010 | 2010 |  | 13.050    | 13.050 |
| 2015 | 2015 |  | 13.430    | 13.430 |
| Sursa: SCB - Statistika Centralbyrån, Folkmängden per tätort. Vart femte år 1960 - 2016 |      |  |           |        |